# 卡拉蘇 (吉爾吉斯)
卡拉蘇（直译：黑水）是吉爾吉斯的城鎮，由奧什州負責管轄，位於該國西南部，距離首府奧什23公里，毗鄰與烏茲別克接壤的邊境，面積38平方公里，海拔高度780米，主要經濟活動是工業，2009年人口20,900。